# Universidad Kore de Enna
La Universidad Kore de Enna ( en italiano: Libera Università degli studi di Enna “Kore”, acrónimo UKE ) es una universidad privada italiana fundada en 2004 en la ciudad de Enna, capital de la provincia de Enna, ubicada en el centro de Sicilia. Nació gracias a la iniciativa de la provincia de Enna y otras autoridades locales de la misma provincia y, finalmente, la promovió la Fondazione per la Libera Università Kore di Enna, entidad sin ánimo de lucro. Su creación ya estaba prevista en la directiva marco MIUR n. 284 de 15 de septiembre, haciendo referencia al Plan Nacional de Desarrollo del sistema universitario para el período 2004-2006.
Aprobada por el decreto ministerial de 5 de mayo de 2005 n. 116, publicado en el Gaceta Oficial de la República Italiana el 13 de mayo de 2005,  por el que se le concedió personalidad jurídica, se aprobó su reglamento y se le dio la autorización para expedir títulos académicos con estatus legal. La universidad lleva el nombre de la figura mitológica de Kore.

## Historia

### DelConsorzio Ennese Universitario(CEU) a laFundazione Kore
La Universidad de Enna nació originalmente como Consorzio Ennese Universitario (CEU), creado en 1995 y presidido hasta 2003 por Cataldo Salerno. El consorcio se formó inicialmente por la provincia de Enna, el municipio de Enna y la Cámara de Comercio provincial. Más adelante se unieron los municipios de Agira, Assoro, Barrafranca, Centuripe, Leonforte, Nicosia, Piazza Armerina, Regalbuto y Valguarnera Caropepe, todos ellos de la provincia de Enna.
El CEU puso en marcha en Enna un colegio universitario dependiente de la Universidad de Estudios de Palermo y de la Universidad de Catania. Gracias a las facilidades que le fueron concedidas, los servicios para los estudiantes y la centralidad geográfica de la ciudad, pronto el colegio universitario tomó consistencia para convencer al CEU y poder solicitar al Ministerio el establecimiento de una nueva universidad.
La región de Sicilia donde, desde hace varios siglos, operan tres universidades (además de la Universidad de Catania y la de Palermo, también la Universidad de Mesina ), apoyó el plan para la que debía ser su cuarta universidad ubicada en Enna, con la Ley de 3 de mayo de 2001, n. 6. 
El proyecto de la Fundación Kore recibió en julio de 2004  la opinión favorable del Comité Nacional para la Evaluación del Sistema Universitario (o CNVSU, órgano asesor del Ministerio de Educación) y, posteriormente, del propio ministro de Educación. UKE se convirtió en una realidad el 5 de mayo de 2005, después de la firma del decreto de fundación por la ministra de Educación, Universidades e Investigación, Letizia Moratti.

### El proceso de autonomía
La Universidad Kore de Enna inició sus actividades independientes en el curso académico 2005-2006. El proceso de autonomía de la UKE ha sido lento y paulatino. En el primer año académico, además de los cursos de grado de la nueva universidad, siguieron funcionando también los del colegio universitario. La autonomía completa de la Universidad Kore no se logró hasta finales de 2015. El nuevo estatuto, con la aprobación del Ministerio de Educación, fue expedido el 22 de febrero de 2016, y publicado en la Gaceta Oficial de la República italiana n. 53 de 4 de marzo del año 2016. 

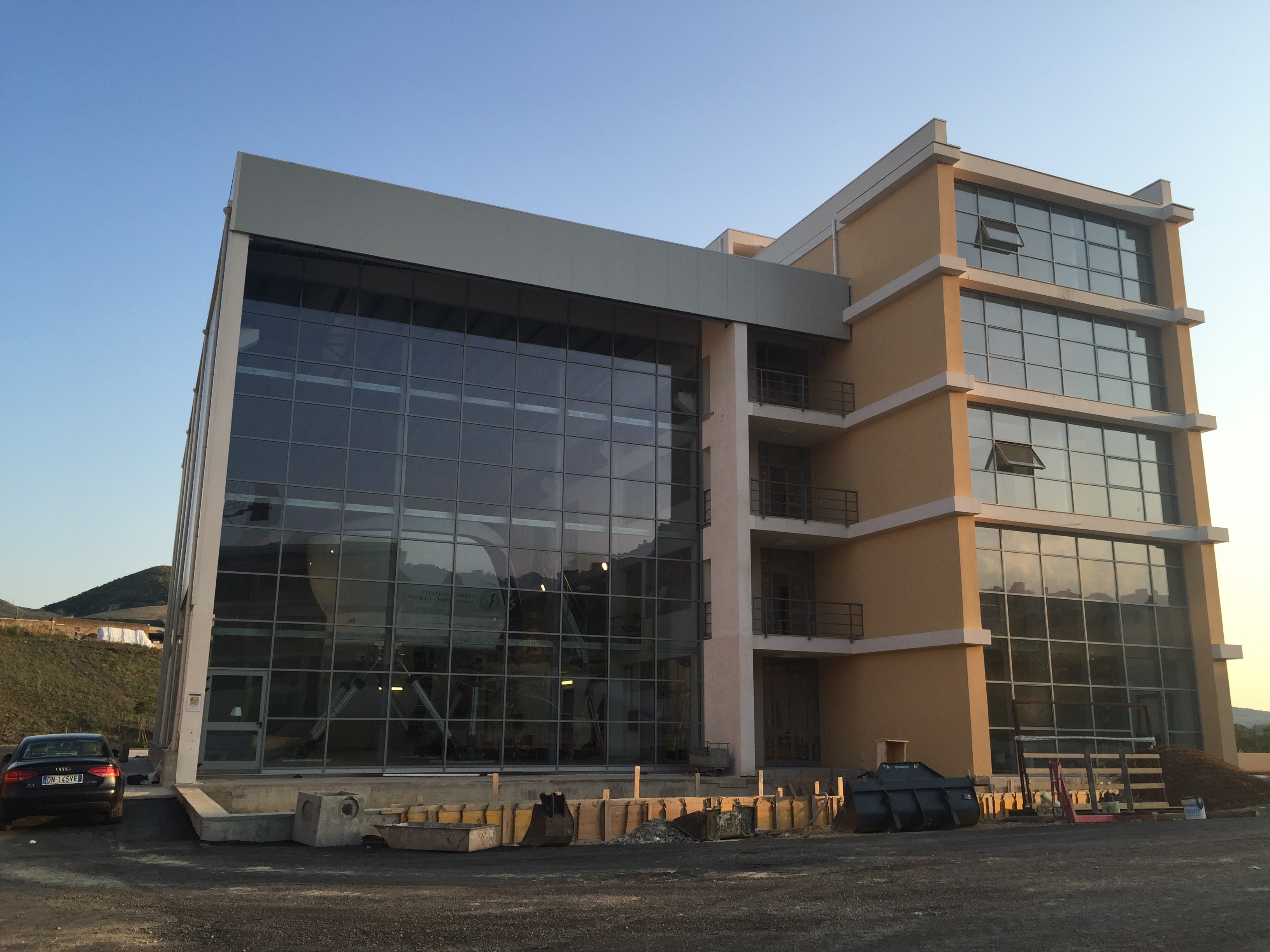
El centro de investigación de Ingeniería aeroespacial de la Universidad Kore.

En 2015 la Universidad Kore de Enna era la tercera universidad privada de Italia según el número de profesores y alumnos matriculados. En pocos años, la UKE se ha convertido en una universidad moderna de vanguardia, con unos recursos para su funcionamiento, que alcanzan más del 90% de las cuotas de los estudiantes. La UKE destaca por su investigación científica. La Universidad se rige por una fundación y un consejo de administración, con personajes de prestigio de la cultura, la economía y la ciencia.
En marzo de 2025 celebró su 20º aniversario con la presencia de la ministra de Universidades e Investigación Anna Maria Bernini.

## Denominación y símbolos
La Universidad "Kore" de Enna, es la única universidad de Sicilia que no ha sido establecida por un Papa o un rey, sino por su mismo territorio que ha diseñado y creado sus instalaciones. La denominación "Kore" proviene del nombre de la diosa griega Proserpina o Perséfone, hija de Ceres, que se liga a buena parte del pasado mítico de Sicilia y del territorio de Enna. 

## Estudios
La Universidad Kore de Enna tiene cuatro facultades con 18 programas de grado, una Escuela de doctorado y maestría. En los campos educativos y científicos, es la universidad privada con la mayor oferta educativa en las áreas de Arqueología, Arquitectura, Economía, Educación, Derecho, Ingeniería, Lenguas extranjeras, Psicología, Educación Física y Deportes. 